# Associazione Calcio Asti 1936-1937
Questa voce raccoglie le informazioni riguardanti l'Associazione Calcio Asti nelle competizioni ufficiali della stagione 1936-1937.

## Rosa
| N. |                   | Ruolo | Calciatore        |
| -- | ----------------- | ----- | ----------------- |
|    | Italia (bandiera) |       | Ambrogio Angelo   |
|    | Italia (bandiera) |       | Antonio Berardo   |
|    | Italia (bandiera) |       | Giulio Boano      |
|    | Italia (bandiera) |       | Stefano Cornelio  |
|    | Italia (bandiera) |       | Giovanni Fassone  |
|    | Italia (bandiera) |       | Amilcare Giuliani |
|    | Italia (bandiera) |       | Luigi Lavarino    |

| N. |                   | Ruolo | Calciatore       |
| -- | ----------------- | ----- | ---------------- |
|    | Italia (bandiera) | P     | Lorenzo Morbelli |
|    | Italia (bandiera) | C     | Angelo Morzone   |
|    | Italia (bandiera) |       | Andrea Osio      |
|    | Italia (bandiera) |       | Alessandro Picco |
|    | Italia (bandiera) |       | Giuseppe Rissone |
|    | Italia (bandiera) |       | Alfonso Vergano  |
|    | Italia (bandiera) |       | Giuseppe Zo      |